# Dio mio, grazie
Dio mio, grazie (God's Grace) è un romanzo di Bernard Malamud pubblicato nel 1982 presso Farrar, Straus and Giroux di New York. È la storia dell'unico sopravvissuto a una guerra nucleare e al secondo diluvio universale che tenta di ricostruire la civiltà in un gruppo di scimmie.
Il racconto è in qualche modo imparentato al Robinson Crusoe e alla storia biblica di Noè. L'accoglienza critica non fu all'altezza dei suoi precedenti libri.
È diviso in 6 capitoli: Il diluvio; L'isola di Cohn; L'albero-scuola; La vergine tra gli alberi; La voce del profeta; La misericordia di Dio.

## Edizione italiana
- Bernard Malamud, Dio mio, grazie, collana Supercoralli, traduzione di Camillo Pennati, Torino, Einaudi, 1984, ISBN 88-06-05702-2.